# Dipropyltryptamin
N,N-Dipropyltryptamin (DPT) ist eine chemische Verbindung aus der Stoffklasse der Tryptamine und ein serotonerges Psychedelikum. DPT ist eng verwandt mit Dimethyltryptamin (DMT). Es wurde erstmalig in den 1950er Jahren synthetisiert und anschließend 1973 als potentielles Arzneimittel für die Therapie von Alkoholikern untersucht.

## Darstellung
Die Synthese von Dipropyltryptamin erfolgt durch Umsetzung einer Lösung von Tryptamin und Diisopropylethylamin in Diethylether mit 1-Iodpropan. Das mit N-Propyltryptamin und der Ausgangsverbindung verunreinigte Produkt wird chromatographisch aufgearbeitet.

## Wirkungsweise
Studien an Ratten mit 5-HT2A- und 5-HT1A-Rezeptor-Antagonisten deuten darauf hin, dass beide Rezeptoren eine entscheidende Rolle bei der Wirkungsweise von DPT spielen.
DPT ist ein Partialagonist an menschlichen 5-HT1A-Rezeptoren. Dies konnte anhand von Zellkulturen bewiesen werden.